# Шампаньят
«Клуб Шампаньят» (исп. Club Champagnat) — аргентинский спортивный клуб из Буэнос-Айреса. Регбийная команда клуба выступает в столичном чемпионате. Функционируют команды по хоккею на траве, поло и футболу.

## История
Клуб был основан 30 ноября 1956 года представителями школы «Колехио Шампаньят» (исп. Colegio Champagnat). Тем не менее, школьные команды выступали в юниорских регбийных турнирах ещё с 1954 года. Сама школа была создана в 1914 году организацией Marist Brothers.
В 1958 году «Шампаньят» стал победителем третьего дивизиона чемпионата Буэнос-Айреса и вышел во вторую лигу, где играл до 1970 года. Затем состоялась реорганизация чемпионата, в результате которой команда оказалась в первом дивизионе. В 1981 году клуб снова выбыл во вторую лигу и вернулся на высший уровень в 1983-м. В 1984 и 1993 годах соответственно команда вновь повторила этот путь, после чего никогда не покидала первый дивизион.